# کرم استخوان‌خوار
کرم استخوان‌خوار (نام علمی: Osedax) نام یک سرده از تیره کرم‌های ریشدار است.